# Plainville (Kansas)
Plainville is een plaats (city) in de Amerikaanse staat Kansas, en valt bestuurlijk gezien onder Rooks County.

## Demografie
Bij de volkstelling in 2000 werd het aantal inwoners vastgesteld op 2029.
In 2006 is het aantal inwoners door het United States Census Bureau geschat op 1866, een daling van 163 (-8,0%).

## Geografie
Volgens het United States Census Bureau beslaat de plaats een oppervlakte van
3,1 km², geheel bestaande uit land. Plainville ligt op ongeveer 653 m boven zeeniveau.

## Plaatsen in de nabije omgeving
De onderstaande figuur toont nabijgelegen plaatsen in een straal van 28 km rond Plainville.